# Stazione di Sacramento Valley
La stazione di Sacramento Valley (in inglese Sacramento Valley Station) è la principale stazione ferroviaria di Sacramento, California, Stati Uniti.